# Tribunal internacional de los derechos humanos
El Tribunal internacional de los derechos humanos (TIDH) tuvo lugar en Viena del 9 al 12 de junio de 1995. La República de Austria fue acusada debido a la persecución y discriminación de lesbianas, homosexuales, bisexuales y personas transexuales en Austria entre los años 1945 hasta 1995. El motivo fue la celebración de los 50 años de la Segunda República de Austria. La presidencia estuvo a cargo de Freda Meissner-Blau, formadora del partido verde y Gerhard Oberschlick, editor de la revista FORVM. La acusación fue conducida por el activista de los derechos humanos, Christian Michelides.

## Decisión de Ejecución
La realización del Tribunal estuvo propuesto por Michelides, en la sesión de clausura del Foro austriaco Lésbico y Gay el 1 de noviembre de 1994 en el centro Rosa Lila Villa en Viena. Mientras se debatía la votación hubo críticas por el uso del término Tribunal, aunque Gudrun Hauer pudo convencer a la asamblea, que la referencia, así como el Tribunal Russell venía al caso. También se dudó de que la comunidad LGTB tuviera la fuerza suficiente de conllevar un proceso así de ambicioso. De todas maneras la propuesta fue aprobada mayoritariamente.
En la época del Tribunal, en el año 1995, persistía aún la amenaza de dos Códigos penales, los cuales prohibían todas las manifestaciones en espacios públicos de los activistas LGBT en Austria: Parágrafo §220 del Código Penal contra la „Publicidad de relacionarse con personas del mismo sexo o con animales“ estuvo catalogado al mismo nivel y con una pena de hasta seis meses de presidio, y el Parágrafo §221 catalogó todas las „Reuniones que fomenten las relaciones del mismo sexo“ como un delito, igualmente con seis meses de arresto. En términos legales, deberían haber sido llevados todos los participantes del Tribunal al juzgado y condenados a prisión.

## El comité internacional

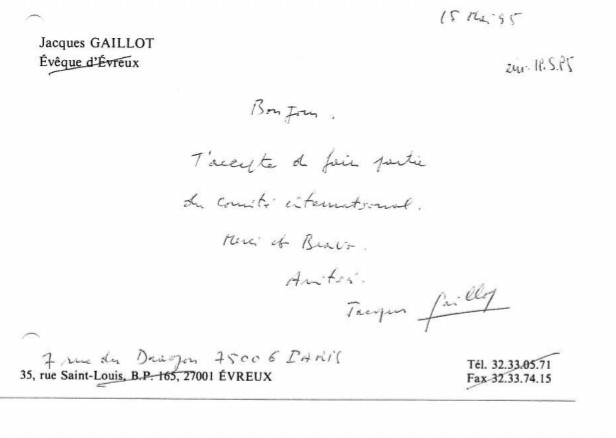
Carta del obispo Gaillot en el que confirma su participa-ción en el Tribunal internacional de los derechos humanos

Debido al temor por actos represivos de parte de la república austriaca, los organizadores pidieron a conocidas personalidades internacionales formar parte del comité internacional del TIDH protegiendo de esta manera el proyecto. Aunque la reina Margarita II de Dinamarca no pudo decidirse a tomar el cargo como presidenta, hubo un apoyo mundial. Entre los miembros del comité internacional se cuenta con: Jacques Gaillot, obispo de Partenia, los diputados europeos Mel Read (Gran Bretaña)  y Claudia Roth (Alemania), el político canadiense Svend Robinson y las parlamentarias austriacas Terezija Stoisits y Doris Kammerlander (ambas del Partido de Los Verdes),  Irmtraud Karlsson, Elisabeth Pittermann y Annemarie Reitsamer (todas  pertenecientes del Partido Socialdemócrata de Austria), además de los escritores Erica Fischer, Kuno Knöbl, Christine Nöstlinger, Gerhard Roth e Ingrid Strobl, el experto en medio ambiente Robert Chambers (Frankfurt), el sociólogo Bernd Marin y el experto en derechos humanos Manfred Nowak (ambos de Viena) el politólogo Anton Pelinka (de Innsbruck), así como otros profesores de Moscú, San Petersburgo, Vancouver, Utrecht y Preston. Asimismo formaron parte una lista de expertos en derechos humanos, publicistas y activistas de grupos de lesbianas, homosexuales y transexuales de Bélgica, Dinamarca, Francia, Holanda y Perú.

## El senado
Bajo la presidencia de Meissner-Blau y Oberschlick tuvo lugar la reunión entre el senado y el TIDH con la participación de destacadas personalidades de la sociedad civil austriaca. Participaron el teólogo Kurt Lüthi, los filósofos Rudolf Burger y Oliver Marchart, los escritores Josef Haslinger, Doron Rabinovici y Katharina Riese, los políticos Friedrun Huemer (Partido de Los Verdes) y Volker Kier (Foro Liberal), la actriz Mercedes Echerer, los sicoterapeutas Rotraud Perner, Alfred Pritz y Jutta Zinnecker, el juez Norbert Gerstberger, los abogados Nadja Lorenz y Alfred Noll, el investigador cultural Dieter Schrage, cuatro periodistas, un editor, tres sindicalistas, dos doctores, así como un listado de defensores de los derechos humanos. La composición del jurado cambió en cada una de las demandas – tomando en cuenta el conocimiento de la temática de los integrantes del senado. Por ejemplo, por la acusación del séptimo punto  - discriminación en el espacio público - el senado estuvo compuesto junto a ambos presidentes por cuatro periodistas, un editor, un sociólogo, el escritor Haslinger, el teólogo Lüthi, la actriz Echerer y la sicoterapeuta Perner.

## La demanda
El activista de derechos humanos Christian Michelides actuó como Abogado General. Coordinando de este modo un equipo de destacados representantes del movimiento LGBT austriaco, incluyendo al HOSI Wien y sus activistas Gudrun Hauer, Kurt Krickler und Waltraud Riegler, así como representando al movimiento de los transexuales Elisabeth Piesch. Los demandantes sustentaban demandas en siete ámbitos:
- Derecho penal y constitución
- Estado civil, Familia, matrimonio, convivencia no marital
- Indemnización con respecto a la persecución nazi
- El Sida y sus consecuencias sociales
- Prisión, siquiatría, el servicio militar, policía y asilo político
- Discriminación en el lugar de trabajo
- Discriminación en el espacio público

Fueron llamados testigos con la intención de documentar las acusaciones. Los testigos informaron acerca de la persecución por parte de la policía, detenciones, tratamientos siquiátricos e incluso aplicación de descargas eléctricas, despidos en el trabajo y humillación pública.
En cada uno de estos siete ámbitos la república austriaca estuvo acusada de no haber respetado el tratado firmado de Declaración Universal de los Derechos Humanos acordado en la Asamblea General de las Naciones Unidas en París el año 1948.

## La defensa
En seis de las siete demandas el banquillo de los acusados estuvo vacío. La República de Austria negó defenderse. La mayoría de los representantes políticos ignoraron la invitación o fueron transferidas a sus correspondientes departamentos, los cuales no respondieron. Únicamente una detallada carta de Roland Miklau, un jefe de sección del Ministerio de justicia, expilcó el por qué decide no tomar parte del tribunal.
Sin embargo en el primer día del tribunal, el parlamentario Johannes Jarolim dirigente de la socialdemocracia decide tomar asiento en el banquillo de los acusados como amicus curiae. El no defiende la República de Austria sino que aclara su aprobación sobre todo de la acusación con respecto a la necesidad de cambios del derecho penal. Aludió la negativa a los socios de coalición, el Partido Popular Austríaco, que por aquel entonces cualquier cambio en ese ámbito bloqueaba.

## Siete sentencias
La república austriaca fue condenada en todos los siete ámbitos. Sin embargo el senado no estuvo de acuerdo con todos los pormenores de la demanda. Como por ejemplo – en el punto 1 de la acusación - el fiscal solicitaba la cancelación de la ley de pornografía. El senado no aprobó esta demanda.